# 岡山村 (福岡県)
岡山村（おかやまむら）は、福岡県八女郡にあった村。現在の筑後市と八女市の一部。

## 地理
矢部川中流の右岸に位置していた。

## 歴史
- 1889年（明治22年）4月1日 - 町村制の施行により、上妻郡前津村、長浜村、室岡村、今福村、亀甲村、蒲原村、立野村、前古賀村、鵜池村が合併して村制施行し、岡山村が発足[1][2]。
- 1896年（明治29年）4月1日 - 郡の統合により八女郡に所属[1][3]。
- 1944年（昭和19年）- 筑後航空機乗員養成所飛行場完成[1]
- 1950年（昭和25年）- 上記飛行場跡地に入植者が増加し大字竜ケ原を設けた[1]。
- 1953年（昭和28年）6月1日 - 一部を羽犬塚町に編入[2]。
- 1954年（昭和29年）
  - 4月1日 - 岡山村を二分割し大字前津、長浜が八女郡羽犬塚町、水田村、古川村と合併して筑後市を新設[1][2]。
  - 4月1日 -  岡山村を二分割し大字室岡、今福、亀甲、蒲原、立野、前古賀、鵜池、竜ケ原を八女郡福島町に編入し即日市制施行して八女市となった[1][2]。

## 交通

### 鉄道
- 1945年（昭和20年）- 国鉄矢部線開通し、鵜池駅、蒲原駅、花宗駅を開設[1]。
- 1985年（昭和60年）- 矢部線廃止[1]